# Galvanòmetre de mirall

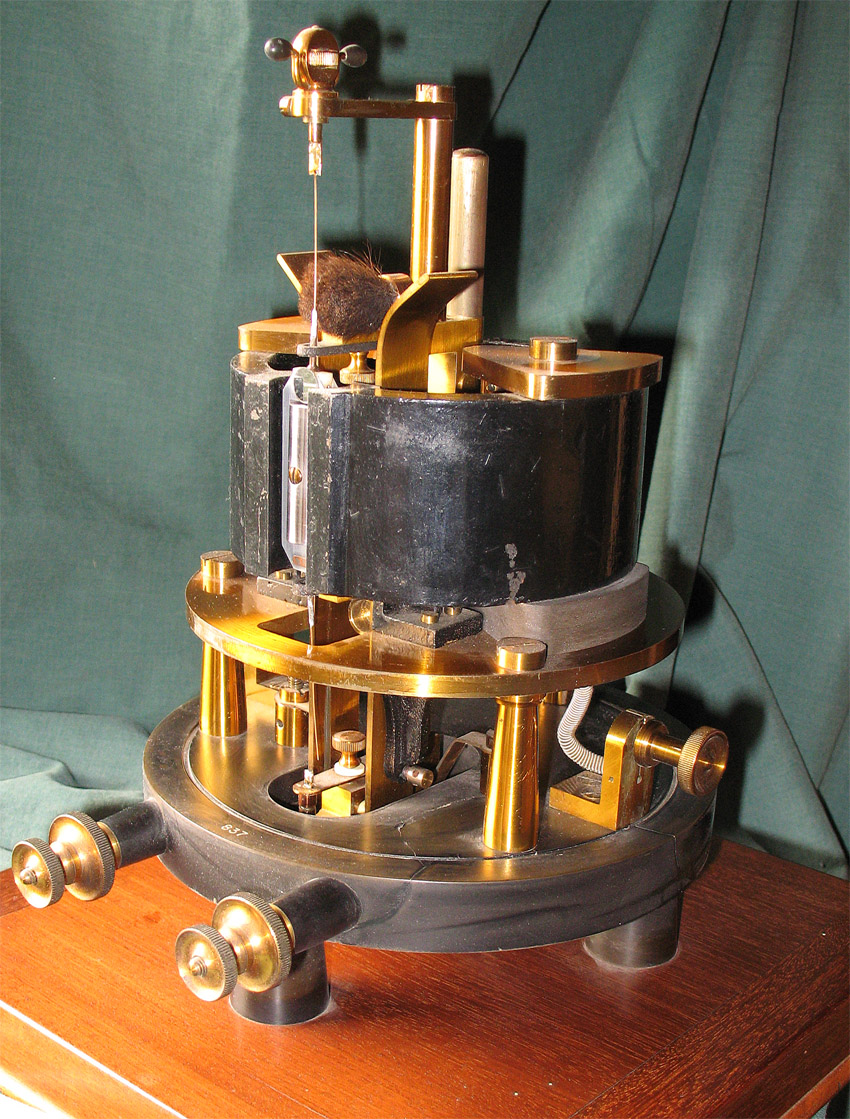
Galvanòmetre de H.W. Sullivan, Londres. Finals del o principis del. Aquest galvanòmetre s'utilitza a l'estació de cable transatlàntica, Halifax, NS, Canadà

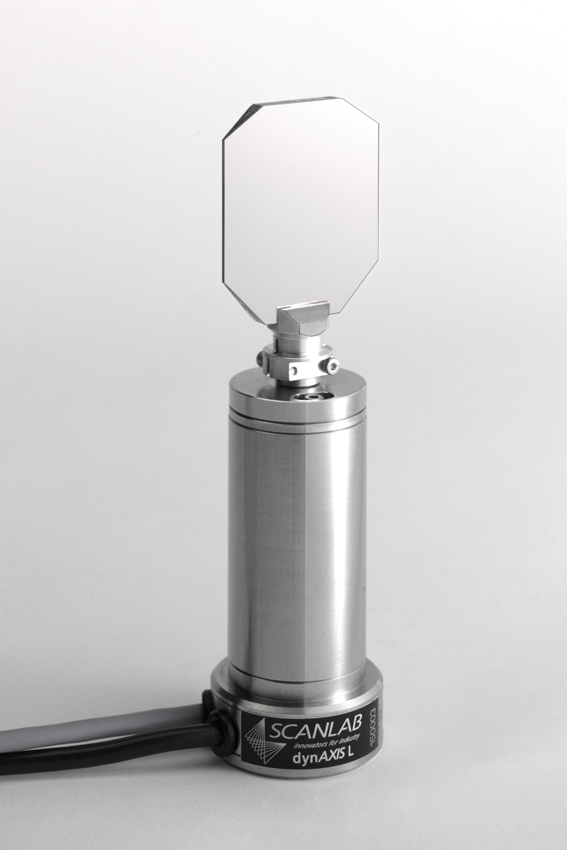
Galvanòmetre de mirall modern de Scanlab

Un galvanòmetre mirall és un instrument electromecànic que indica que ha detectat un corrent elèctric desviant un feix de llum amb un mirall. El feix de llum projectat en una escala actua com un llarg punter sense massa. En 1826, Johann Christian Poggendorff va desenvolupar el galvanòmetre de mirall per detectar corrents elèctrics. L'aparell també es coneix com a spot galvanometer pel punt de llum produït en alguns models.
Els galvanòmetres de mirall es van utilitzar àmpliament en instruments científics abans que hi haguessin amplificadors electrònics fiables i estables. Els usos més habituals eren els equips d'enregistrament per al sismòmetre i el cable de comunicacions submarí amb cables submarins utilitzats per a la telegrafia.
En els temps moderns, el terme "galvanòmetre de mirall" també s'utilitza per a dispositius que mouen els feixos de [làser] fent girar un mirall a través d'un muntatge de galvanòmetres. El nom és sovint abreujat com galvo .

## Galvanòmetre de Kelvin
El galvanòmetre mirall va ser millorat més tard per William Thomson, (1r baró Kelvin per després convertir-se en Lord Kelvin). Va patentar el dispositiu el 1858.
Thomson va reaccionar davant la necessitat d'un instrument que pogués indicar amb sensibilitat totes les variacions de la corrent en un cable llarg. Aquest instrument era molt més sensible (sensible a l'electrònica) que qualsevol precedent, permetent detectar el menor defecte en el nucli d'un cable durant la seva fabricació i submersió. A més, va resultar ser el millor aparell per rebre missatges mitjançant un cable llarg.

## Galvanòmetre de bobina mòbil
El galvanòmetre de bobina mòbil es va desenvolupar independentment per Marcel Deprez i Jacques-Arsène d'Arsonval cap al 1880. El galvanòmetre de Deprez es va desenvolupar per a corrents elevades, mentre que D'Arsonval va dissenyar el seu per mesurar corrents febles. A diferència del galvanòmetre de Kelvin, en aquest tipus de galvanòmetre, l'imant és estacionari i la bobina està suspesa al forat de l'imant. El mirall adjunt al marc de la bobina gira juntament amb ell. Aquesta forma d'instrument pot ser més sensible i precisa i va substituir el galvanòmetre de Kelvin en la majoria d'aplicacions. El galvanòmetre de bobina mòbil és pràcticament immune als camps magnètics ambientals. Una altra característica important és l'auto-amortiment generat per les forces electromagnètiques a causa dels corrents induïts a la bobina pels seus moviments del camp magnètic. Són proporcionals a la velocitat angular de la bobina.

## Usos moderns

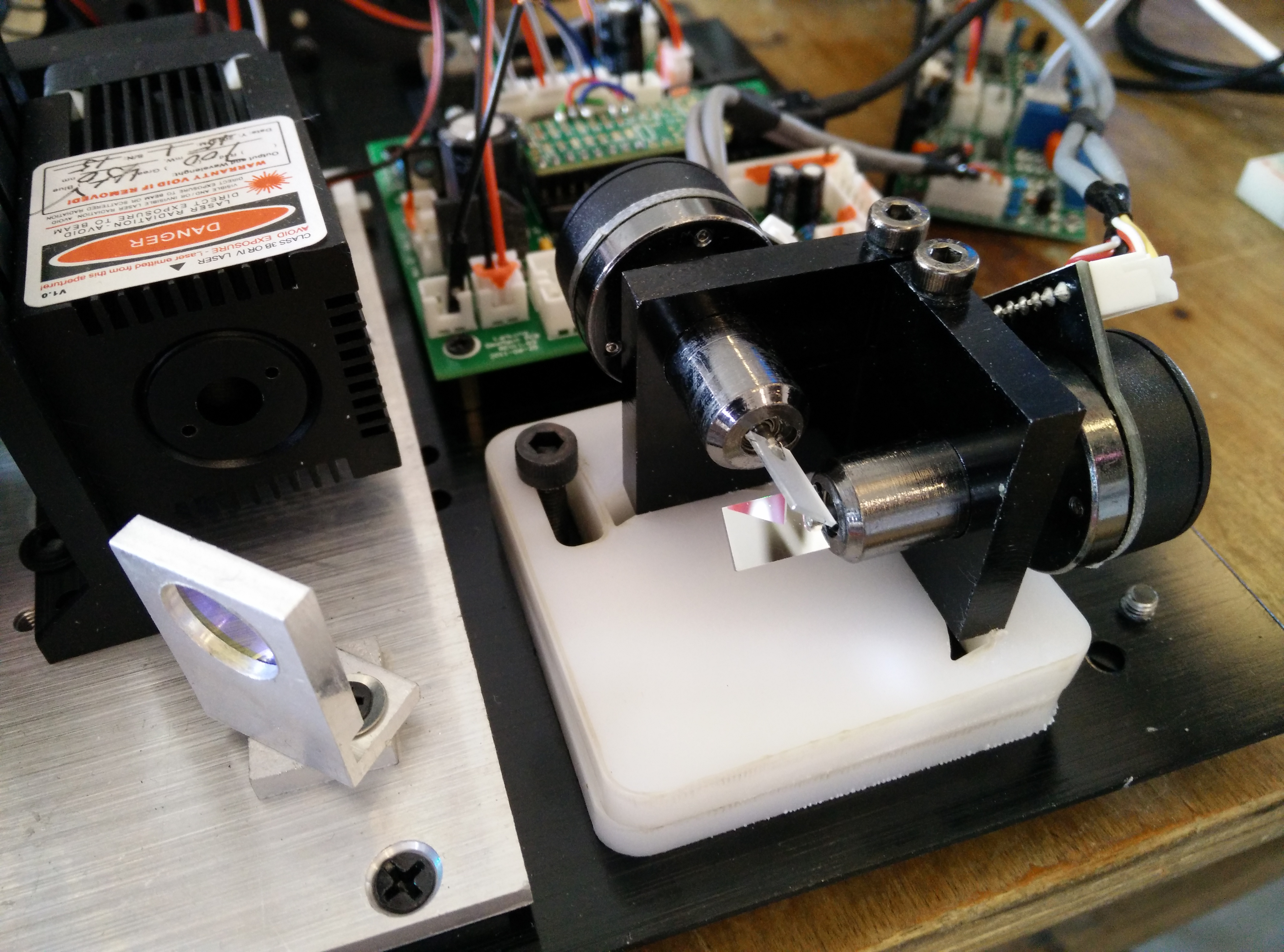
Galvanòmetre de mirall tipus galvo en un projector làser RGB

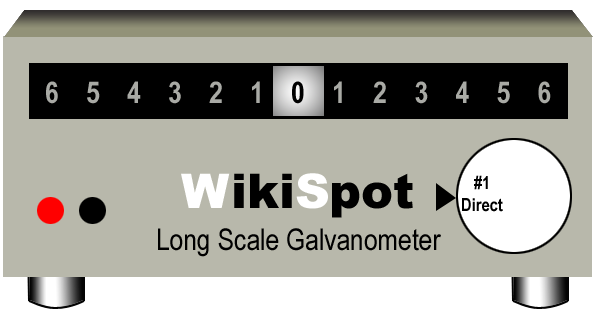
"EdSpot", un popular galvanòmetre de mirall comercial, s'assembla al d'aquesta imatge

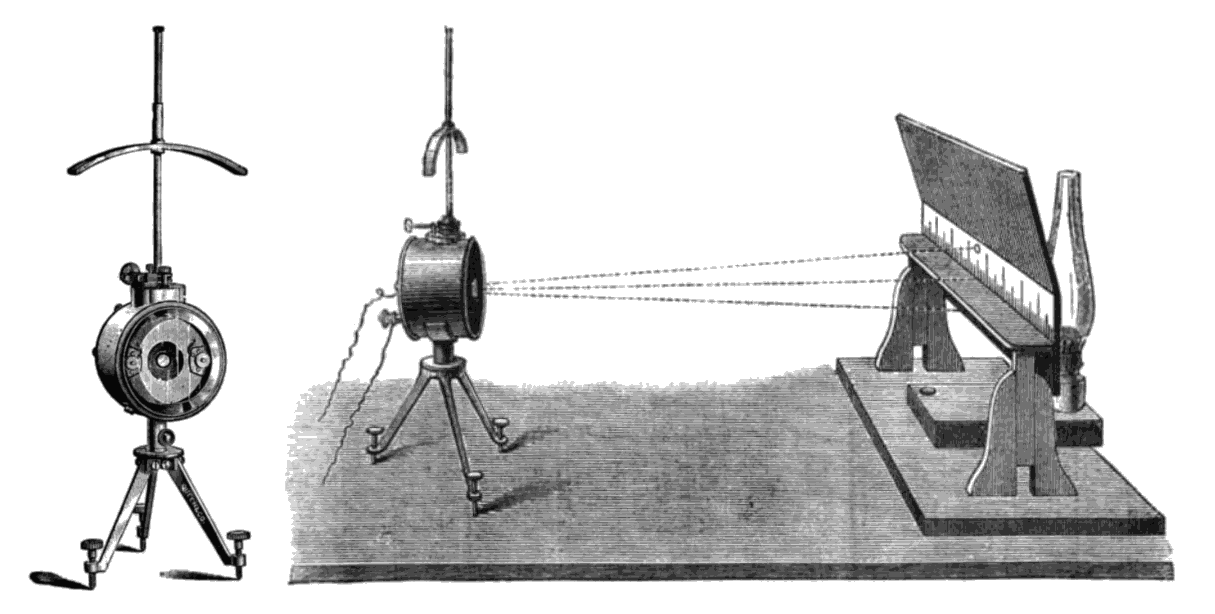
Galvanòmetre Thomson de mirall de tipus trípode, al voltant de 1900

En els temps moderns, els galvanòmetres de mirall d'alta velocitat s'utilitzen en raigs làser per moure els feixos làser i produeixen patrons geomètrics de colors en la boira al voltant del públic. Aquests galvanòmetres de mirall d'alta velocitat han resultat imprescindibles en la indústria per a sistemes de marcatge làser, per a tot tipus d'eines, contenidors i peces de gravació amb làser fins a codificació per lots oblies en la fabricació de dispositius semiconductors. Normalment controlen els Nd: YAG i CO₂ làser per controlar la posició de l'infraroig. punt làser de potència. Ablació amb làser, mecanitzat per raigs làser són totes les àrees industrials on es poden trobar galvanòmetres de mirall d'alta velocitat.
Aquest galvanòmetre de bobina mòbil es fa servir principalment per mesurar corrents molt febles o baixos d'ordre 10−9 A.
Per linealitzar el camp magnètic a través de la bobina al llarg de la gamma de moviments del galvanòmetre, el disseny de d'Arsonval d'un cilindre de ferro tou es col·loca dins de la bobina sense tocar-lo. Això dona un camp radial consistent, en lloc d'un camp lineal paral·lel.